# Маршан, Хулио
Хулио Хавьер Маршан (исп. Julio Javier Marchant; родился 11 января 1980 года в Сантьяго-дель-Эстеро, Аргентина) — аргентинский футболист, правый полузащитник известный по выступлениям за клубы «Насьонал» и «Дефенсор Спортинг». Двукратный обладатель Кубка Либертадорес.

## Карьера
Маршан — воспитанник футбольной академии «Бока Хуниорс». В 2000 году он дебютировал в основном составе клуба. В своем первом сезоне он стал чемпионом Апертуры 2000. В том же году вместе с «Бокой» он завоевал Кубок Либертадорес, а через год повторил свой успех. В 2002 году он потерял место в основном составе клуба и был продан в «Расинг» из Авельянеды. В Расинге, как и в своем следующем клубе «Унионе» он крайне редко выходил на поле, поэтому в 2004 году Хулио отправился в Европу, где заключил контракт с португальским «Насьоналом». В новом клубе сразу завоевал место в основе и на протяжении двух сезонов являлся одним из ключевых футболистов команды. В 2007 году Маршан перешёл в мексиканскую «Некаксу» заключив с клубом краткосрочный контракт. За новую команду он выступал только в Кубке Либертадорес 2007 года.
В второй половине 2007 года Хулио перешёл в уругвайский «Дефенсор Спортинг», в составе которого выиграл уругвайскую Примеру 2008. В летом 2009 года Маршан был отдан в аренду аргентинскому «Банфилду». 24 августа в матче против «Ривер Плейта» он дебютировал за новую команду. В том же сезоне Хулио во второй раз в своей карьере выиграл чемпионат Аргентины.
После окончания аренды Марша принял предложение колумбийской «Америки». 19 июля 2010 года в матче против «Атлетико Уила» он дебютировал в колумбийской Примере А. 9 августа в поединке против «Кортулуа» Хулио забил свой первый мяч и помог своей команде одержать победу.
Летом 2011 года Маршан вернулся на родину, где подписал контракт с «Чакарита Хуниорс». 21 августа в матче против «Десемпарадос» он дебютировал за новый клуб. По окончании сезона Хулио покинул команду и подписал контракт с клубом региональной аргентинской лиги «Атлетико Митре».

## Достижения
Командные
 «Бока Хуниорс»
- Чемпионат Аргентины по футболу — Апертура 2000
- Обладатель Кубка Либертадорес — 2000
- Обладатель Кубка Либертадорес — 2001
- Обладатель Межконтинентального Кубка — 2000

 «Дефенсор Спортинг»
- Чемпионат Уругвая по футболу — 2008

 «Банфилд»
- Чемпионат Аргентины по футболу — Апертура 2009